# Franklin Navarro
Franklin Rafael Navarro (Miranda, Venezuela, el 17 de octubre de 1994) es un beisbolista profesional Venezolano que juega en la posición de Receptor, en la Liga Venezolana de Béisbol Profesional, juega con el equipo Leones del Caracas.